# جیک پالترو
جیک پالترو (انگلیسی: Jake Paltrow؛ زادهٔ ۲۶ سپتامبر ۱۹۷۵) یک کارگردان، و تهیه‌کننده اهل ایالات متحده آمریکا است.